# 東洋宮武が覗いた時代
『東洋宮武が覗いた時代』（とうようみやたけがのぞいたじだい､Toyo's Camera）は、2008年製作のすずきじゅんいち企画・監督による日・米合作ドキュメンタリー映画である。

## 概要
第二次世界大戦中にマンザナー強制収容所の日系アメリカ人を撮り続けた日系人カメラマン、宮武東洋の生涯を描いたドキュメンタリー映画。
東洋は、収容所で禁じられたレンズを隠し持ち、手製のカメラを作って、収容所で暮らす日系人たちの日常生活を撮影した。
東洋と親交があったアンセル・アダムスやエドワード・ウェストンの作品も登場し東洋がカメラと共に生き、戦った生涯を、彼が遺した写真を通して、スクリーンに写し出す。